# Yzomandias
Yzomandias (occasionalmente Logic), pseudonimo di Jakub Vlček (Karlovy Vary, 21 marzo 1991), è un rapper ceco.

## Biografia
Nato a Karlovy Vary, nella sua adolescenza si è dedicato inizialmente all'attività di DJ, per poi lavorare come MC. Nel 2015 ha fondato l'etichetta hip hop ceca Milion+ Entertainment, sotto la quale è stato messo in commercio l'album in studio d'esordio Ze dna, che ha esordito in 11ª posizione nella CZ Albums. L'LP Zhora vypadá všechno líp, uscito il 27 maggio 2017, ha debuttato al 4º posto sia nella classifica ceca che quella slovacca.
La vetta della CZ Albums è stata raggiunta dai progetti Sbohem Roxano (2018), J. Eden Dva (2019) e Prozyum (2020), nonché dalla riedizione di quest'ultimo Prozyum (Director's Cut) del 2021. Prozyum è divenuto il suo primo disco numero uno in Slovacchia e il primo lavoro del rapper ricompensato con una statuetta nell'ambito dei Ceny Anděl, i principali premi musicali in Cechia.

## Discografia

### Album in studio
- 2015 – Yzomandias
- 2016 – Ze dna
- 2017 – Zhora vypadá všechno líp
- 2018 – Sbohem Roxano
- 2019 – Dobrá duše, srdce ze zlata
- 2020 – Prozyum
- 2022 – Kruhy & vlny (con Nik Tendo)
- 2023 – Zpátky na svojí planetu
- 2024 – Painkillers (con PTK)

### EP
- 2012 – Pod vlivem (con Jckpt)
- 2017 – Starship: Oblivion
- 2020 – Melanž
- 2024 – Paranoia

### Mixtape
- 2013 – Yzotape (con Jickson)
- 2016 – Gudlak (con Karlo)
- 2016 – J. Eden
- 2019 – J. Eden Dva
- 2022 – J. Eden E-Gen

### Raccolte
- 2017 – Hráč roku playlist

### Singoli
- 2015 – Pozdě
- 2016 – Čísla (con George Kush)
- 2016 – Ups
- 2016 – Kawasaki (feat. Nik Tendo)
- 2017 – Nepýtam sa (con i Nerieš)
- 2017 – 217 (feat. Nik Tendo)
- 2017 – Vrána k vráně (feat. Hasan)
- 2017 – Mikasa sukasa
- 2017 – Sny & noční můry (feat. Lvcas Dope & Nik Tendo)
- 2018 – WorldWide Way
- 2018 – Kokalero
- 2018 – Nevzlátejte
- 2018 – Spolu (feat. Nik Tendo)
- 2019 – Rick nebo raf
- 2019 – 666 (feat. Youv Dee)
- 2019 – Selfmade (feat. Separ)
- 2019 – Elegancko (con Żabson)
- 2019 – Royal II (con i Nerieš e Eight O)
- 2019 – Necejtim nic
- 2020 – Mawar
- 2020 – Designer Flow
- 2020 – Jeď tvrdě nebo jeď domu
- 2021 – Rodinnej typ
- 2021 – Jedna dva
- 2022 – Nerozumí nám (2soft)
- 2022 – Když jedeme v noci
- 2022 – Karanténa (feat. Karlo, Nik Tendo, Koky, Jickson, Kamil Hoffmann & Hasan)
- 2022 – Celebrity Rehab (con TKX e Nik Tendo feat. Karlo)
- 2022 – Moj život (con Luca Brassi10x)
- 2022 – Baby a benzo (con PTK)
- 2022 – Pararampam
- 2022 – Láska & bolest (con Nik Tendo)
- 2022 – Free Karlo (con Nik Tendo)
- 2023 – Novej svět (con Nik Tendo e PTK)
- 2023 – Na rohu (con Nik Tendo)
- 2024 – Puff puff pass (con Dokkeytino e Smack)
- 2024 – Narcos (con Hard Rico)
- 2024 – No Sleep Gang/Get Low (con PTK)
- 2024 – Uprostřed oceánu (con PTK)
- 2025 – Talk2me (con Sara Rikas)
- 2025 – KSN (con PTK)

### Collaborazioni
- 2018 – Pull Up (Samey feat. Yzomandias & Ego)